# Noccaea rotundifolia
L'erba storna dalle foglie rotonde (Noccaea rotundifolia (L.) Moench) è una specie di piante erbacee della famiglia Brassicaceae, endemica delle Alpi.

## Descrizione
Questa pianta, secondo il sistema Raunkiær, è una camefita suffruticosa (Ch suffr), cioè una pianta perenne con una porzione legnosa che sverna e una porzione erbacea caduca.
È alta, a maturità, dai 5 agli 8 cm (fino a 15 cm), glabra, con fusti striscianti tra le pietre, poi ascendenti. Le foglie sono spatolate, grassette, larghe da 4 a 9 mm e lunghe da 8 a 18 mm; possono avere uno o due dentelli ottusi per ogni lato. Le foglie cauline sono sessili. L'infiorescenza è un racemo ombrelliforme, i fiori hanno un peduncolo di 5 mm, sepali di 2 mm e petali di colore rosa o violetto lunghi 5 mm e larghi 2 mm. Il frutto è una siliquetta larga 3 mm e lunga da 7 a 12 mm, sormontata dallo stilo, persistente nel frutto, lungo da 1,5 a 3 mm; la siliquetta contiene i semi di colore bruno verdastro. Fiorisce tra luglio e agosto.

## Distribuzione e habitat
È una pianta endemica delle Alpi. Il suo habitat è costituito dai ghiaioni e dalle pietraie calcaree dai 1600 ai 2800 m di quota.